# جسی جیمز (فیلم ۱۹۳۹)
جسی جیمز (انگلیسی: Jesse James) فیلمی در ژانر زندگینامه‌ای به کارگردانی هنری کینگ و اروینگ کامینگز است که در سال ۱۹۳۹ منتشر شد.

## بازیگران
- تایرون پاور
- هنری فوندا
- نانسی کلی
- راندولف اسکات
- جان کارادین
- جین دارول
- هنری هال
- برایان دانلوی
- اسلیم سامرویل
- دونالد میک
- چارلز هالتون
- چارلز میدلتون
- ارنست ویتمن
- هارولد گودوین
- ویلارد رابرتسن
- ارویل آلدرسون
- لئونارد کیبریک